# إيزابيل فلوري
إيزابيل فلوري (بالفرنسية: Isabelle Flory)‏ هي عازفة كمان فرنسية، ولدت في 1951.